# Fornacette
Fornacette (Alfianum, Alphianum in latino) è l'unica  frazione del comune italiano di Calcinaia, nella provincia di Pisa, in Toscana.

## Geografia fisica
La frazione è distante 3 km dal centro del capoluogo comunale e si trova leggermente oltre il fiume Arno, tra Pontedera e Cascina (entrambe distanti 3 km), lungo la direzione della strada statale 67 Tosco-Romagnola.

## Storia
Nel periodo compreso fra il X e il XII secolo, come nelle zone vicine poste lungo il fiume Arno, ebbe inizio la produzione di laterizi. Il nome deriva forse da Fornacelle, cioè "piccole fornaci". Secondo lo storico Emanuele Repetti il borgo aveva precedentemente il nome di Alfiano.
Tra il 1564 e il 1565 il granduca di Toscana Cosimo I de' Medici ordinò la costruzione di un fosso scolmatore dell'Arno nella zona di Fornacette, l'antico "Arnaccio", rimasto in funzione fino al 1761 e poi colmato per la costruzione dell'omonima strada. L'opera idraulica fungeva anche da canale di collegamento tra le città di Pontedera e Livorno. Negli anni sessanta del XX secolo, diminuisce la produzione di mattoni e si ha una notevole crescita industriale, con un relativo boom edilizio e demografico che porta la cittadina a superare il capoluogo del comune in quanto ad abitanti.
Il 10 marzo 1978 nel paese avvenne un grave incidente ferroviario in cui perirono due macchinisti; in seguito a tale evento furono presentate anche alcune interrogazioni parlamentari.

## Monumenti e luoghi d'interesse

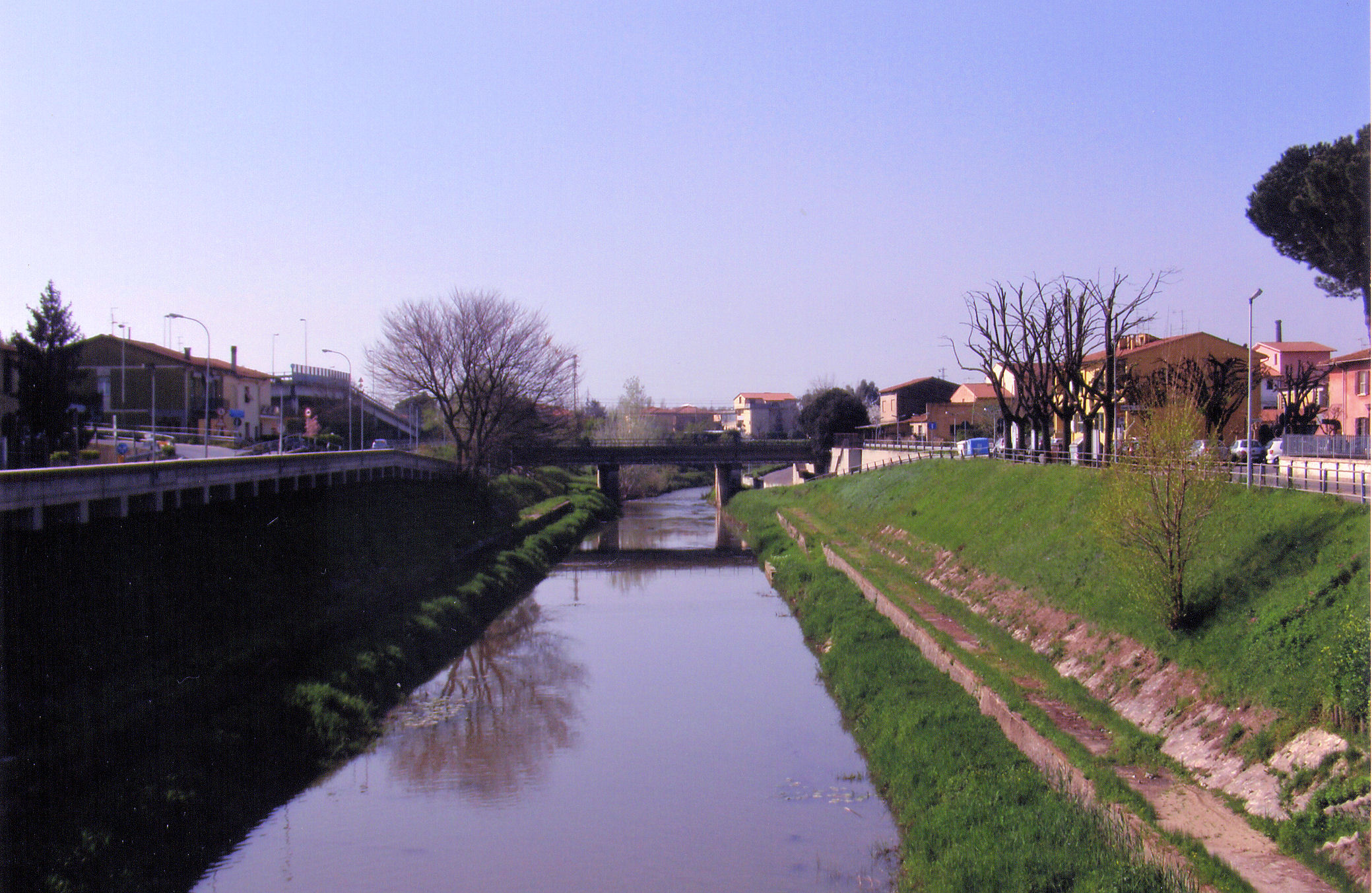
Il ponte sul canale Emissario

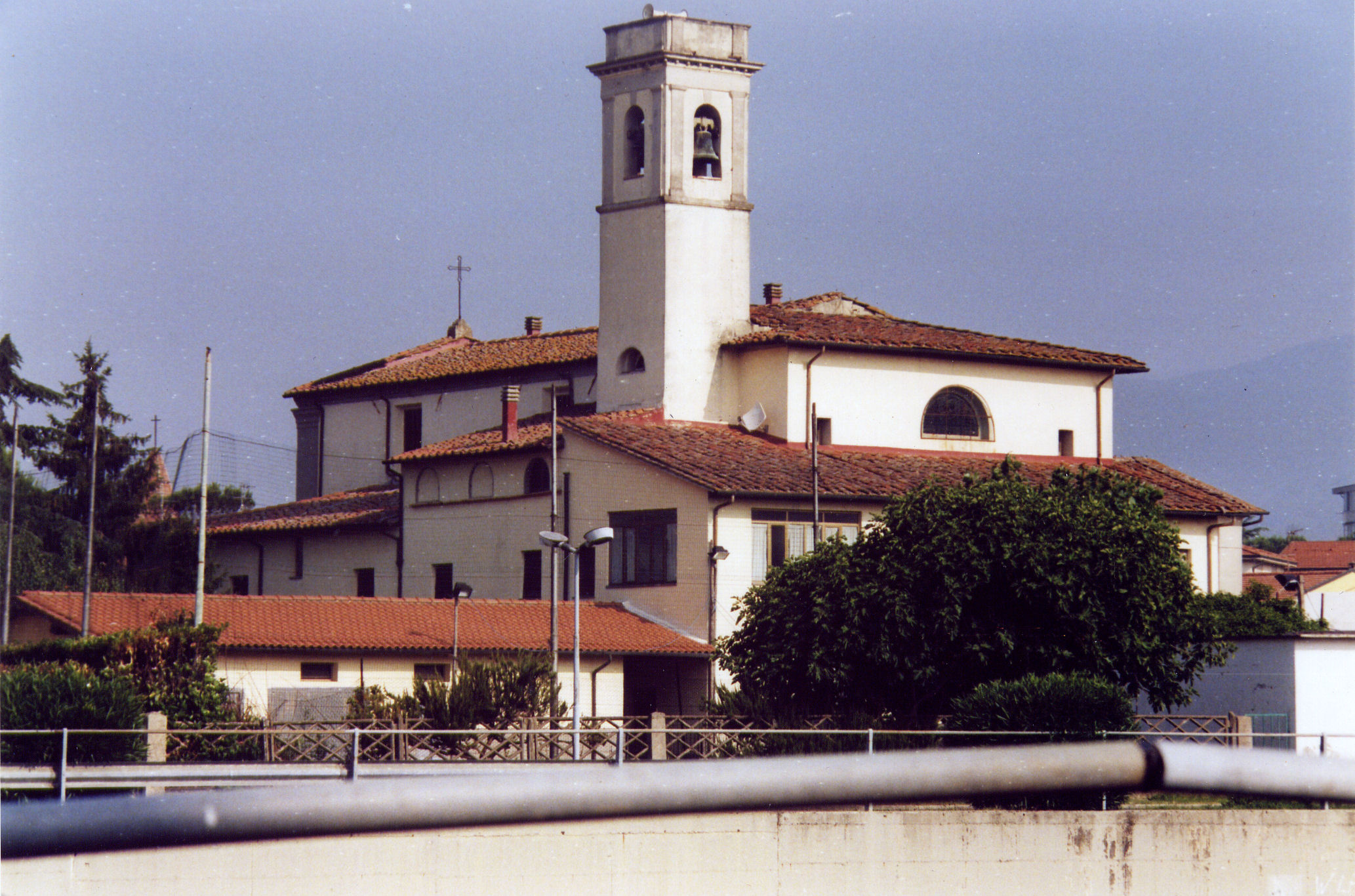
La chiesa di Sant'Andrea in Pozzale

### Architetture religiose
- Chiesa di Sant'Andrea in Pozzale
- Chiesa di Regina Pacis
- Chiesa di San Giuseppe Benedetto Cottolengo

## Geografia antropica
I quartieri di Fornacette sono:
- Pozzale
- Case Vecchie
- Case Bianche
- Ponti
- Masoni
- Gaddi

## Economia
Dal 1949 la cittadina è sede di Asso Werke, azienda metalmeccanica fondata dal cavaliere del lavoro Silvano Ferrucci che produce componenti del  motore quali pistoni, fasce elastiche, spinotti, cilindri e basamenti.
La Banca di Pisa e Fornacette Credito Cooperativo è stata fondata nel 1962 a Fornacette con il nome di "Cassa Rurale e Artigiana di Fornacette". Nel 1994 diventa una Banca di credito cooperativo cambiando la propria denominazione sociale in "Banca di Credito Cooperativo di Fornacette". In seguito espande il suo bacino fino ad arrivare a Pisa, e quindi nel 2013 cambia nome, assumendo quello attuale. Attualmente ha all'attivo, oltre alle sedi di Pisa e Fornacette, 18 filiali e conta 170 dipendenti.

## Infrastrutture e trasporti
Fornacette è collegata a Pisa con corse autobus di linea svolte dalla società Autolinee Toscane.
Dal 1881 al 1953 la località era attraversata dalla tranvia a vapore che, percorrendo l'asse della via Fiorentina, collegava Pisa con Pontedera e, attraverso una diramazione che si distaccava in località Navacchio, con Caprona e Calci.